# Средиземноморский копьеносец
Средиземноморский копьеносец, или средиземноморский марлин (лат. Tetrapturus belone), — вид лучепёрых рыб из семейства марлиновых (Istiophoridae). Впервые описан в 1810 году американским натуралистом, зоологом и ботаником Константэном Самюэлем Рафинеском (Constantine Samuel Rafinesque-Schmaltz, 1783—1840).

## Описание
Максимальная длина до 2,40 м. Максимальная масса до 70 кг. Туловище вытянутое в форме торпеды, с двумя продольными килями на хвостовом стебле с обеих сторон. Головной профиль прямой или немного изогнутый. Мелкие чешуйки, глубоко сидят в коже. Верхняя челюсть вытянута в длинный отросток, кругловатый в поперечном разрезе, в форме копья. Нижняя челюсть значительно короче. Два спинных плавника: первый длинный, его завышенная передняя часть острая, с 39—46 мягкими лучами. Второй спинной плавник очень маленький, сразу за ним, состоящий из 6 мягких лучей. Два анальных плавника, первый состоит из 11—15, а второй — из 6—7 мягких лучей. Грудные плавники короткие. Брюшные плавники очень узкие, расположены на горле. Хвостовой плавник имеет форму серпа. Анальное отверстие расположено довольно далеко перед первым анальным плавником. Спина темно-серого цвета или темно-голубая, бока светлее, брюхо беловатое.

## Ареал
Средиземное море, встречается в поверхностных слоях.

## Биология
Морской пелагический вид. Быстрые, мощные пловцы, преследующие в открытом море стайных рыб.